# Minamidaitō, Okinawa
Minamidaitō (南大東村 Minamidaitō-son) là một ngôi làng thuộc huyện Shimajiri, tỉnh Okinawa, Nhật Bản. Tính đến ngày 1 tháng 10 năm 2020, dân số ước tính ngôi làng là 1.285 người và mật độ dân số là 42 người/km2. Tổng diện tích ngôi làng là 30,57 km2.